# Alexandre Labot
Agnan Alexandre Frédéric Labot, né le 9 avril 1807 à Clamecy (Nièvre) et mort à La Maison-Dieu (Nièvre) le 25 août 1870, est un avocat français à la Cour de cassation et au Conseil d'État, journaliste et fondateur d'agence de presse, qui était un ami proche de la famille de l'écrivain Émile Zola.

## Biographie

### Le responsable d'une «Correspondance politique»
Alexandre Labot était avocat à la Cour de cassation et au Conseil d'État, mais aussi rédacteur à la Sentinelle du Peuple de Volney. En 1830 la section de la correspondance générale du ministère de l'Intérieur lance une « Correspondance politique » et la confie à Alexandre Labot. La Correspondance Labot, envoyée deux fois par semaine, est faite « d'insignifiantes traductions de journaux étrangers flanquées d'un lambeau de quelque séance de la Chambre ». Alexandre Labot se présente comme le « Correspondant des journaux constitutionnels des départements » , mais sa « Correspondance des journaux ministériels des départements » , au 60-62 rue de Richelieu, est rédigée dans les bureaux mêmes du ministère de l'Intérieur ; « ses services sont rétribués non par les journalistes des départements, mais indirectement par les subventions que le ministre verse à leurs feuilles ».

### Les liens avec les journaux de province
Mais Labot a un certain succès. En 1833, son Bureau général de correspondance politique, commerciale et littéraire, domicilié au 8 rue du Mail à Paris, sert une soixantaine de feuilles départementales, dont une dizaine de quotidiens. Il est dirigé par Degravier et Alexandre Labot, qui se présente comme le « Correspondant des journaux constitutionnels des départements ». Avec Degravier, il a recensé les statistiques des 335 journaux publiés dans 113 villes de province. En 1833, Alexandre Labot propose au Duc de Broglie, ex-président du conseil des ministres et ministre de l'intérieur, d'étendre l'activité de la Correspondance politique aux journaux de l'étranger, afin d'influencer indirectement la presse française, via ces journaux. Le Duc de Broglie ne donne cependant pas suite à ce projet. 

### La pétition de 1835, la disgrâce qui suit et la vente de l'entreprise
Durant l'été 1835, Alexandre Labot se fait l'écho des craintes que le projet de Loi sur la presse du 9 septembre 1835 donne à ses clients. Sa « Correspondance spéciale pour les feuilles ministérielles des départements », a déjà été rebaptisée « Correspondance des journaux ministériels des départements », domiciliée au 60-62 rue de Richelieu. Le 26 août 1835, il soumet même aux députés une pétition en ce sens, mais sans succès non plus. Il en paiera finalement le prix. En février 1836, Labot touche encore 1 000 Frs pour ses services, mais en mars 1836, il est remplacé par Charles Lejolivet, à la tête sa Correspondance, qui devient la « Correspondance Lejolivet ».
Lepelletier et Bourgoin, après avoir pris la direction de l'« Office-Correspondance », rachèteront la Correspondance Labot probablement un peu avant qu'elle n'ait été rebaptisée « Correspondance Lejolivet », pour 40,000 francs. L'« Office-Correspondance » sera lui-même acquis par l'Agence Havas en 1856.

### Les candidatures à l'Assemblée et le mémoire sur Mirès
Alexandre Labot tenta en vain une carrière politique dans la circonscription législative de Clamecy (Nièvre), sa région d'origine. Candidat indépendant à un siège de député, il fut battu à chaque fois. Intéressé aux affaires de presse et de chemin de fer, il publia par ailleurs un « Mémoire à consulter sur l'affaire Jules Mirès », daté du 25 août 1861.

### L'ami et protecteur de la famille Zola
Alexandre Labot était un ami intime de François Zola, un des pionniers des chemins de fer en Europe avant 1830, à une époque où la France ignorait encore ces techniques, et le père de l'écrivain Émile Zola. Il sera en particulier le conseiller de François Zola à partir de 1841, puis le protecteur de sa veuve. C'est aussi grâce à la protection d’Alexandre Labot qu'Émile Zola réalise des études puis entre en 1859 comme employé à l’administration des Docks de Paris, où Labot était administrateur provisoire et où le jeune Zola gagne à peine de quoi manger (60 francs par mois), selon Colette Becker.

## Famille
Il se marie le 21 décembre 1831  à Paris avec Eugénie Lefroid de Méreaux., sœur du musicologue, pianiste et compositeur Amédée Méreaux et fille du compositeur Joseph-Nicolas Le Froid de Méreaux (en). Le coupe a une fille Alice Elisabeth, née le 13 novembre 1836 à Paris, qui y meurt le 21 novembre 1866,.